# Merrily We Live
Merrily We Live es una comedia cinematográfica dirigida por Norman Z. McLeod en 1938, y protagonizada por Constance Bennett y Brian Aherne.
La película obtuvo cinco nominaciones a los premios Óscar: actriz secundaria, sonido, canción, dirección artística y dirección cinematográfica. La canción fue Merrily We Live que aparecía en los créditos del comienzo de la película, compuesta por Phil Charig con letra de Arthur Quenzer; ese premio le fue otorgado finalmente a la canción "Thanks for the memory", incluida en la banda sonora de la película The Big Broadcast of 1938.